# Feria de Leipzig

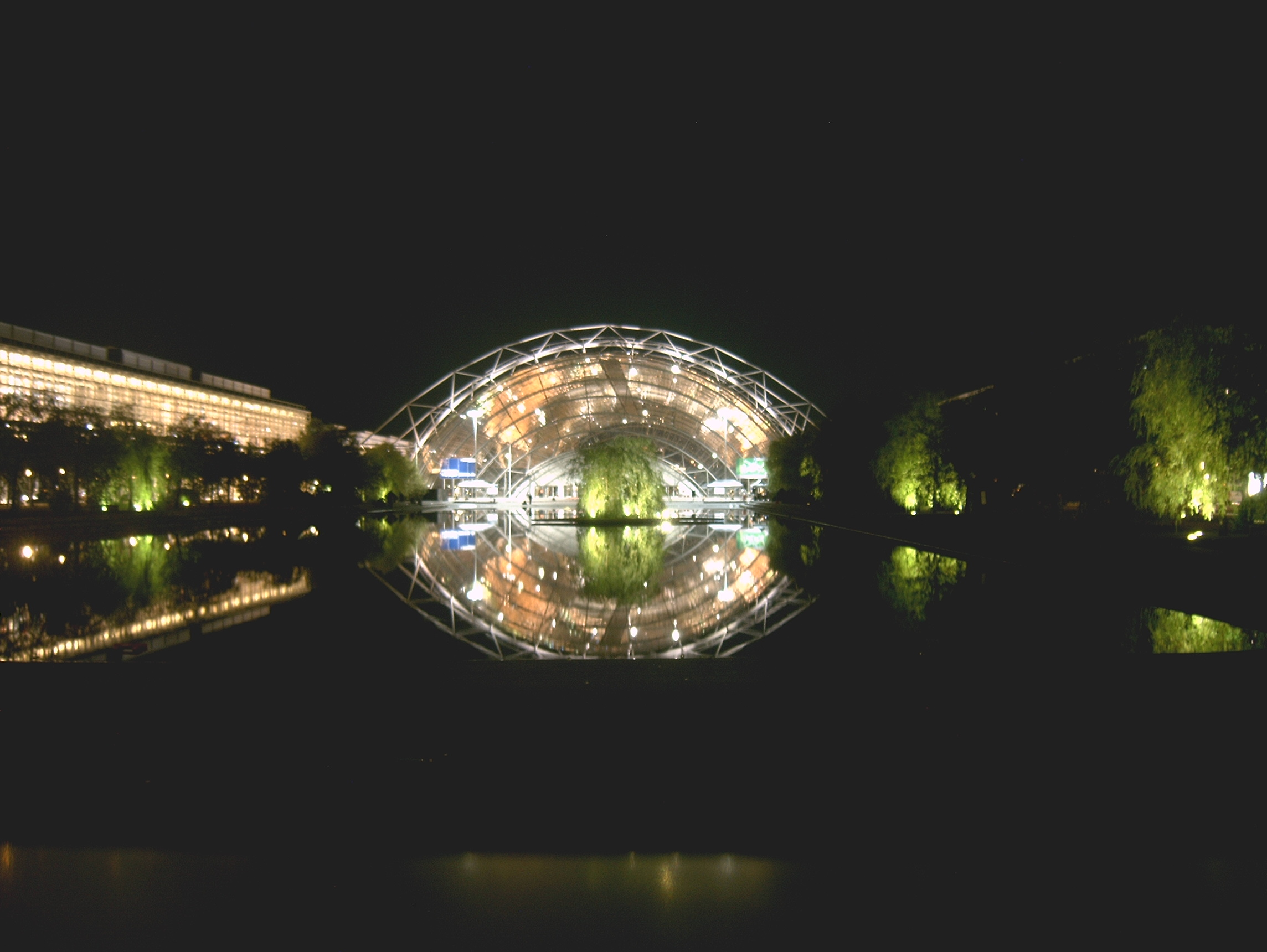
La Nueva Feria de Leipzig de noche.

La Feria de Leipzig (del alemán: Leipziger Messe) constituye uno de los predios feriales comerciales más grandes del mundo. Se localiza en Leipzig, Alemania. Es una de las más tradicionales de Europa, data del siglo XII.
Desde 1996 funciona en el nuevo predio ferial en las afueras de la ciudad; la planificación estuvo a cargo del estudio Gerkan, Marg und Partner. Esto la puso en condiciones de competir con las ferias de Fráncfort del Meno, Düsseldorf, Colonia, Berlín, Múnich y Hanóver.